# Punta Ardita
Punta Ardita es un accidente geográfico ubicado en el extremo noroeste de Colombia, cercano a la frontera con Panamá. Su ubicación marca un punto de referencia en dicha frontera, que se inicia desde un punto equidistante entre esta punta y la de Cocalito en Panamá.
Se encuentra en el departamento del Chocó, en la parte noroeste del país, a 500 km al noroeste de la capital del país, Bogotá. Existe un caserío de 249 habitantes, en su mayoría pertenecientes a la etnia emberá.
El terreno es plano al sureste, pero al norte es montañoso. El punto más alto cercano es 177 metros sobre el nivel del mar, 1.3 km al norte. La comunidad más cercana es Juradó, a 7.5 km al sureste de Punta Ardita.
El clima de selva tropical prevalece en el área. La temperatura media anual es de 22 °C. El mes más cálido es diciembre, cuando la temperatura promedio es de 24 °C, y el más frío es octubre, a 20 °C. La pluviosidad promedio anual es de 3 596 milímetros. El mes más lluvioso es abril, con un promedio de 404 mm de precipitación, y el más seco es febrero, con 101 mm de lluvia.